# Рукометна репрезентација Чилеа
Рукометна репрезентација Чилеа је рукометни тим који представља Чиле на међународним такмичењима и под контролом је Рукометног савеза Чилеа.
Чиле је учествовао на шест Панамеричких првенстава, а највећи успех је бронза 2010. године. На светским првенствима репрезентација Чилеа до сада није учествовала, али се по први пут квалификовала за Светско првенство 2011. у Шведској.

## Учешћа на међународним такмичењима

### Светска првенства
- 1938. до 2009. - Није учествовала
- 2011. - 22. место
- 2013. - 23. место

### Панамеричка првенства
- 1979. - Није учествовала
- 1981. - 7. место
- 1983. - Није учествовала
- 1985. - Није учествовала
- 1989. - Није учествовала
- 1994. - Није учествовала
- 1996. - Није учествовала
- 1998. - Није учествовала
- 2000. - Није учествовала
- 2002. - 5. место
- 2004. - 4. место
- 2006. - 6. место
- 2008. - 4. место
- 2010. -  3. место

## Тренутни састав
- Састав репрезентације на СП 2011.

| Бр | Име              | Попзиција | Дат. рођ. | Клуб                | Утак./Гол |
| -- | ---------------- | --------- | --------- | ------------------- | --------- |
| 1  | Фелипо Кастиљо   | голман    | 12.06.84. | РК Аудакс Италиано  | 45/1      |
| 3  | Алфредо Дупре    |           | 13.02.86. | РК Чиле Универзитет | 30/45     |
| 4  | Ервин Перез      |           | 02.05.90. | РК Аранда           | 28/102    |
| 5  | Николас Алварадо |           | 16.08.84. | РК УНАБ             | 58/46     |
| 6  | Марсело Кастиљо  |           | 10.01.89. | РК Лутерано         | 20/23     |
| 7  | Виктор Андалафт  |           | 27.11.90. | РК ФЕН              | 12/20     |
| 8  | Едуардо Муњоз    |           | 12.01.84. | РК УНАБ             | 45/88     |
| 10 | Емил Перез       |           | 01.06.83. | РК Вест Виен        | 69/159    |
| 11 | Фелипе Гарсија   |           | 31.08.84. | РК УНАБ             | 49/92     |
| 12 | Рене Цифуентеш   | голман    | 07.03.87. | РК Баилен           | 23/0      |
| 13 | Гиљермо Пробосте |           | 06.08.85. | РК УНАБ             | 46/60     |
| 15 | Родолфо Паредаш  |           | 07.09.83. | РК Чиле Универзитет | 25/41     |
| 16 | Лука Нахуел      | голман    | 30.04.91. | РК УНАБ             | 10/0      |
| 17 | Родриго Муњоз    |           | 25.02.89. | РК Хуеска           | 34/78     |
| 18 | Франциско Араја  |           | 07.03.84. | РК Вандерерс        | 33/89     |
| 22 | Патрисио Чавез   |           | 18.03.79. | РК Вест Виен        | 75/145    |
| 31 | Марко Зуњига     |           | 03.06.82. | РК Барселона        | 69/122    |

Селектор: Фернандо Капуро 